# Emilio Castoldi
Emilio Castoldi (* 1961 in Essen) ist ein deutscher Schauspieler, Hörspiel- und Synchronsprecher.

## Leben und Wirken
Seine Ausbildung zum Schauspieler machte Emilio Castoldi von 1982 bis 1985 an der Münchner Otto-Falckenberg-Schule. Bereits 1985 wirkte er bei Hörspielproduktionen des Bayerischen Rundfunks mit. Als Synchronsprecher stand er für McLeods Töchter und Die Sopranos vor dem Mikrofon. Seit 1992 hat er regelmäßig Auftritte in namhaften deutschen Fernsehserien wie Großstadtrevier, Um Himmels Willen oder Hubert und Staller.
Emilio Castoldi lebt in Hamburg.

## Filmografie (Auswahl)
- 1991–1996: Großstadtrevier (Fernsehserie, 3 Folgen)
- 1992: Das Nest (Fernsehserie, 1 Folge)
- 1992: Die Männer vom K3 (Fernsehserie, 1 Folge)
- 1994: Der König von Dulsberg
- 1995: Evelyn Hamanns Geschichten aus dem Leben  (Fernsehserie, 1 Folge)
- 1997: Die Feuerengel (Fernsehserie, 1 Folge)
- 1999: Ritas Welt (Fernsehserie, 2 Folgen)
- 2003: Kunden und andere Katastrophen (Fernsehserie, 1 Folge)
- 2004: Die Rettungsflieger (Fernsehserie, 1 Folge)
- 2008: Vier Tage Toskana (Fernsehfilm)
- 2008: Um Himmels Willen (Fernsehserie, 1 Folge)
- 2013: Morden im Norden (Fernsehserie, 1 Folge)
- 2016: Hubert und Staller (Fernsehserie, 1 Folge)
- 2019: Aktenzeichen XY … ungelöst (Fernsehreihe, 1 Folge)

## Hörspiele (Auswahl)
- 1985: Georg Lohmeier: Königlich Bayerisches Amtsgericht (4 Folgen) – Regie: Michael Peter
- 1989: Ursula Jeshel: Eine stürmische Nacht – Regie: Hans Gerd Krogmann
- 1990: Dashiell Hammett: Wer erschoß Bob Teal? – Regie: Holger Rink
- 1998: Irmgard Maenner: Staub – Regie: Christiane Ohaus
- 2000: Gudrun Mebs: Eine Reise in den Süden – Regie: Christiane Ohaus
- 2000: Matthias Weissert: Lanzelot der Zweite (2 Folgen) – Regie: Christiane Ohaus
- 2002: Lisa Tetzner: Die schwarzen Brüder – Regie: Christiane Ohaus
- 2003: Tankred Dorst, Ursula Ehler: Kupsch – Regie: Hans Gerd Krogmann
- 2004: Martin Suter: Ein perfekter Freund – Regie: Annette Berger
- 2005: Hans Pleschinski: Brabant (3 Folgen) – Regie: Hans Helge Ott
- 2016: Elisabeth Herrmann: Im Jahr des Affen – Regie: Sven Stricker